# Apache Geronimo
Pour les articles homonymes, voir Geronimo (homonymie).
Apache Geronimo est le  serveur d'applications libre de la fondation Apache. Il respecte la spécification Java EE et est distribué sous la licence Apache.